# 林超英
林超英，SBS（1949年10月20日—），前香港天文台台長，香港鄉郊基金主席，香港觀鳥會榮譽會長。前香港環境運動委員會主席，前英皇書院同學會會長。小行星64288號以林超英命名。

## 早年歷程
林超英出身基層家庭，在香港島西邊街贊育醫院出生和堅尼地城卑路乍街成長，家有一弟一妹。父親是三角碼頭南北行貿易行的理貨員。林小學先後就讀香港潮商學校及聖公會聖彼得小學，小學會考後升讀英皇書院，與香港天文台前台長李本瀅是相差一年師兄弟。林氏初上英文中學，所有學科均以英文授課，極不習慣。他在初中時期校內的成績排名較差，直至中四時醍醐灌頂，受到對天文學的興趣影響下，多讀英文書籍，成績逐漸變好。除了學業以外，他就讀英皇書院期間曾考取急救證書，又會參與童軍活動。
林超英自小已有意加入天文台。他中一時已學懂閱讀經緯度，在格子簿上自行記錄颱風風眼位置，並預測移動路徑。中二時當童軍，為了超越學長，刻意揀選考取天文觀星章，與高一年級的小隊長結伴到維多利亞公園西北角的小山開始觀星，初次接觸天文知識。當時手持一張星座紙，由大熊座開始認識各星座，並首次在師長教導外，自修得到知識。林氏在觀星期間，突然看到了無限空間。原來一般人觀星，會把銀河看成一張穹蒼黑幕，所有星點均在黑幕上。但林氏卻看到遠處的星宿其實互有距離，感覺到銀河是一個空間浩瀚的立體。
後來到天文台考章，問主考的天文台前輩怎樣入行，考官跟他說，只要中學畢業，就可以投考天文台助理，不過前輩語重心長道：「多讀點書，大學畢業可以投考科學主任。」自此林超英有意讀大學，為未來的事業鋪路。林超英原先計劃考畢香港中學會考後出外工作，因不喜歡辦公室工作，故打算當丈量員（chainman)。他在中學會考考獲四優（A：中國歷史、世界歷史、地理、物理）五良（C：中文、英文、數學、生物、化學）的優異成績。由於成績排名是先計優、後計良，因此他的成績是全校第一。優異成績令他獲取奬學金，繼續升讀預科。
林超英中學預科畢業後，在高級程度會考以四優（化學、純粹數學、應用數學、應用英語）一良（C：物理）佳績入讀香港大學修習物理和數學，以一級榮譽畢業，並取得香港大學罕有的四年制BSc (Special)學位（其實已完成一半碩士課程）。後來考取聯邦大學三年博士奬學金，於1972年到倫敦帝國學院深造氣象物理學。林超英在英國學業成績極佳，但在生活上遭遇種族歧視。有一次，在飯堂點選食物soup，竟然遭投訴態度欠佳，要接受舍監研訊。林向舍監表示不諳程序，希望與室友結伴應訊。舍監即表示如果結伴到訊，則林須於翌日遷離宿舍，林無奈獨自赴約。研訊雖然草草了結，亦無對林氏作懲處。但林氏深覺不公允，並繞過系主任、學院院長，逕向倫敦大學校長書面投訴。結果數天後，舍監遙遙看到林氏，即大聲招呼：Good morning Mr Lam.
林超英於是在一年完成碩士學位後，放棄留在英國修讀博士課程，並計劃前往美國完成Geophysical Fluid Dynamic博士學位。林在英國讀書時的指導教授在他的推荐信中，稱林是他在第二次世界大戰後最好的學生。不過，他轉到美國普林斯頓大學學習三個星期後，就發現美國亦有種族歧視，便放棄修讀博士學位，返回香港工作。原因在於他不喜歡美國人在黑夜，襲擊離開圖書館亞洲人的風氣。1973年，林超英到中華基督教會銘基書院教授高中物理和應用數學科。不久在同年12月收到香港天文台的錄用通知。在考慮學生前景的情況下，他決定留待這批中五畢業生應考香港中學會考時，才加入天文台。當時的助理台長略為通融，讓他在1974年5月正式上班。

## 天文台歷程
林超英自1974年5月加入皇家香港天文台，出任科學主任，1980年10月晉升為高級科學主任，1992年7月晉升為皇家香港天文台助理台長。他任職助理台長期間曾作出若干改革，包括改為先以中文發佈天氣預報，然後才翻譯成英文發佈。他倡議設立「酷熱天氣特別報告」及「寒冷天氣特別報告」服務，但沒有引起市民對酷熱及寒冷天氣的注意，於是改為設立寒冷天氣警告及酷熱天氣警告，分別於1999年冬季及2000年夏季首次發出。他又創立「天文台之友」組織，加強與市民溝通。

### 台長任內
2003年3月14日起出任香港天文台台長，2009年退休。任職台長時推行文職人員準時下班，反對以超時工作視為良好工作表現的政策，又加強內部溝通，建立「開心事業」。
林超英任內強調，在天文台行事必須以科學為基礎、以服務為目的、以人民生命為第一考慮，表明天文台必須根據科學數據，並考慮市民的安全，而作出決定。面對傳媒歷年對天文台的批評，林超英曾於訪問中說，即使同事的決定未如人意，他會走到傳媒前替同事解釋，因替員工「解圍」是他作為天文台台長的責任。
他任內將部分一向是供內部使用的資料上載到天文台網頁公開，如發放64及256公里天氣雷達圖像、閃電位置資訊、多區氣象站數據等。後來又設立台長網誌，台長網誌後來演變成今日的天文台網誌，跟市民溝通。
在市民批評天文台對颱風派比安的處理方法後，林超英提出檢討熱帶氣旋警告系統，並於2007年成立「策略諮詢委員會」及將發出三號和八號信號的參考範圍由維港擴展至由八個涵蓋全港並接近海平面的參考測風站組成的網絡。2009年林超英又進一步細分颱風為三個等級：颱風、強颱風和超強颱風。

#### 2006年颱風派比安
2006年8月1至3日，颱風派比安吹襲華南沿海地區。在8月3日日出後至午夜前各區風力甚至較過去多次八號信號甚至九號信號懸掛時錄得的高，例如長洲最高一小時平均風速達103公里，天星碼頭及啟德亦錄得最高一小時平均風速達58公里，但當日天文台並沒有改發八號烈風或暴風信號。林超英事後堅稱，因為維多利亞港內一小時平均風力未有錄得烈風，所以無需改發八號烈風或暴風信號。但事實上，維多利亞港內的啟德氣象站，最高曾錄得每小時65公里的烈風，而京士柏錄得的最高風速也達到每小時50公里，按照天文台第45號技術報告提出的海平面風速換算標準，在京士柏錄得每小時47公里已等同在維多利亞港內的海平面錄得烈風。
天文台在翌年（2007年）初修訂了三號和八號信號的準則，不再單單參考維港錄得的風力，而是參考8個近海平面處自動氣象站（長洲、機場、濕地公園、打鼓嶺、沙田、西貢、啟德、青衣），當其中半數或以上測風站錄得或預料錄得的風速達強風及烈風程度，而且風勢可能持續，便會發出相應之熱帶氣旋警告信號，措施在2007年風季開始實施。

#### 2007年颱風利奇馬
2007年10月1日至3日間，強烈熱帶風暴利奇馬在香港西南面600多公里的南海掠過。受利奇馬和當時影響華南的東北季候風之共同影響，香港多處地區由1日晚上至3日日間錄得持續的強風，當中包括長洲、赤鱲角及西貢三個熱帶氣旋警告信號參考測風站，而昂坪持續風速更間中達颶風程度。香港亦不時受到利奇馬外圍的狂風驟雨影響。雖然普遍風勢與一般三號強風信號的情況相若，但天文台以香港主要受季候風影響為由，並未發出任何熱帶氣旋警告，只發出強烈季候風信號。雖然三號強風信號和強烈季候風信號均表示香港近海平面的地方會受強風吹襲，但前者生效時幼稚園和幼兒園等均會停課，但強烈季候風信號下並無任何停課安排。

#### 對「清晨」的不同理解
自回歸後，天文台一直以來均採用「清晨」一詞，以表示午夜至日出前的時間，而非「凌晨」。林超英於2008年8月24日回應有關香港天文台發佈颱風鸚鵡消息混亂的指責時表示，他理解的「清晨」約指午夜到凌晨4時，而5至6時則屬「黎明」。這與普遍對「清晨」的理解為日出前後的時間不同。事後，他翻查多本字典，在台長網誌《擺事實，講道理，互相尊重，用心聆聽──談「清晨」》引用字典解釋，證明「清晨」和「凌晨」兩者相同不是完全錯誤，但也決定尊重市民認為「清晨」意義模糊的意見，把「清晨」從天文台工作詞彙剔除，以後午夜後至日出前的時間一律以「凌晨」表示。自此之後，在天文台的「熱帶氣旋警告」再沒有「清晨」一詞的出現。

#### 世界氣象組織職務
林超英在台長任內是世界氣象組織中國香港常任代表，2003年至2008年兼任世界氣象組織第二區域（亞洲）協會副主席，並多次獲世界氣象組織邀請主持專家會議及擔任顧問職務。他參與了2007年政府間氣候變化專門委員會第四次評估報告的撰寫及專家評審工作。該報告為IPCC第一工作組於2007年發表，這個工作組專注氣候變化的物理科學基礎。第四次評估報告引述了天文台同事發表的一篇有關熱帶氣旋登陸地點如何受到厄爾尼諾-南方濤動影響的研究論文。2007年參加四年一度的世界氣象大會，獲委主持部份會議，是有史以來香港天文台人員在世界氣象組織主持的最高規格會議。

#### 健康
林超英於2008年2月24日在電台節目上指他去年外遊時曾發生墮馬意外，腦部積血，返港後進行手術，幸最終無大礙。此外，他在網誌表示，於2008年7月29日晚上，他一度要躺在地板上等待救援，一直留院至8月5日中午才出院。

## 退休生活
林超英於2009年年屆60歲，擔任台長6年多的他，正式開始退休生活。他於2009年4月6日開始退休前休假。他回顧多年來的工作，在他出任台長期間，發出各項警告信號「並無受到高官、商會及權貴的影響」。林超英退休後第一年出席了過百場演講和接受了超過四十多次訪問，自嘲處於「退休後過度活躍期」，不斷向人宣揚消費主義的惡，希望香港人更多了解氣候變化和生活方式的關係，促進大家離開奢華浪費，轉向儉樸開心的生活。即使已經退休，林超英仍然時常就社會各種議題，特別是與環境、環保和發展有關的議題抒發己見，並受到大眾媒體報道。
林超英亦以因支持環保而堅持不開冷氣而廣為人知，他曾強調大家要接受炎熱天氣，並強調「出汗不代表骯髒」，而他自己亦堅持了10年時間不開冷氣的紀錄（截至2023年）。他日常靠一把陪伴多年、直徑15厘米的USB風扇來消暑，而他的家庭平均每人每日只用2度電，更試過在電費單上扣除節能回扣和政府電費補貼後，出現負數金額的紀錄。他只有在特殊情形下才會「破戒」開冷氣：例如有客人到訪他的住所或照顧他剛出生的孫女時等。
林超英在2012年香港行政長官選舉中，協助梁振英撰寫環保政綱，因而被傳媒視為「梁粉」（意即梁振英的粉絲），但林超英多次不同意「梁粉」的說法，重申自己有獨立思考，亦不會對任何一個人「癡迷」。
2013年至2018年擔任環境運動委員會主席。

#### 電台節目
林超英於2010年7月3日至2010年12月25日，替香港電台第一台主持節目《天地有情》，節目於星期六下午3時至4時播放。林超英於2012年5月14日至2014年初，在商台主持聲音專欄《英式對話》，節目不定時在商台早晨節目《在晴朗的一天出發》內播出，內容不設限，以分享林之個人閱歷為主。林在5月18日播出的聲音專欄提到在雷雨天氣下應避免沖花灑浴及使用固網電話，節目內容對市民有用。
林超英於2019年10月3日起，參加新城財經台節目《天地．有情．人》，節目於星期六播放，談人的生活與自然的關係。
2020年8月起，不定期任商業電台節目《國際線》嘉賓主持，主要談與氣候變化相關國際情況，間中也談自然、環保和科技發展。

#### 公開言論
2010年1月，林超英在個人網誌《草雲居》撰文，質疑「有勢力人士」逼政府同意以「綜合發展」為名，於極有保育價值的塱原濕地建房屋，言論引起極大回響。同年2月4日，林超英首次以市民身份向發展局轄下部門遞交了英文意見書，文內詳述十多年前香港各界就塱原濕地保育的爭拗，質疑政府以所謂「綜合發展及保育」概念圖瞞天過海，對有勢力人士「鬆章」。事後遭林鄭月娥指為荒謬，但規劃署的回應卻間接證實塱原八十公頃土地中，其中少於二十公頃的土地列作上述概念，並沒否認新概念的所謂發展便是「建樓」。4月22日林超英向立法會作出書面回覆，解釋「有勢力人士」。

2010年11月，時任英皇書院同學會會長的林超英，公開反對官立中學綑綁式減班，指窒礙基層學生入讀官校機會，批評「目前貧富懸殊日益嚴重，何以還要在基層子弟身上多踩一腳？」。後來教育局局長以指令方式逼今英皇書院減班，遭英皇書院同學會投訴，2012年1月申訴專員公署確認教育局「處理手法欠妥」。
2012年中開始，林超英撰文反對興建香港國際機場第三條跑道，先後透過環境影響評估、城市規劃和填海審批程序提出正式反對意見，2016年4月11日提出「最後回應」。4月29日港府宣布興建第三條跑道，林超英撰文寫下了向後代香港人的道歉信。
2013年7月，當傳媒報導發展局局長陳茂波的太太在新界東北持有土地，與其官職處理新界東北發展計劃有利益衝突時，林超英在網誌「草雲居」中撰文，指這種說法「是對女性的侮辱」，許太有自主的生活，持有土地與陳茂波沒有關係。林超英的說法被前立法會議員、資深大律師余若薇女士發表公開信反駁，林超英亦作出回應。
2001年時任平等機會委員會主席胡紅玉控告政府升中派位制度性別歧視，男女校收生原本男女學額各一半，男女各排一條隊，但胡紅玉認為學額不應分性別，男女生應排同一條隊競爭，勝訴。事隔12年，林超英憤憤不平說，結果女生贏盡，因為女孩子生理和心智發展在小學階段先於同齡男孩子。林超英結論：「舒服工作女仔做，辛苦工都是男仔做，胡紅玉害死香港一代男仔！」
2013年9月，林超英就發展局局長陳茂波提出在郊野公園建屋的說法，作出回應，稱想法為「思想的癌細胞」，此後長期對鼓吹削減郊野公園的說法作出反擊，政府於2019年2月20日宣布終止研究在郊野公園建屋。。
2017年8月底，時值颱風天鴿重創澳門，引致澳門低窪地區嚴重水浸及造成傷亡，林超英在電台節目中表示天鴿襲澳對香港最大啟示是不能忽視海水上升的問題，也顯示殖民時代港英政府對基建質素的堅持，反映香港準備功夫做得好，如在開發新市鎮時已與天文台一同研究及規劃，做好前期工作，如計算好將來風暴及天文大潮所造成的影響，並不惜工本將海堤填高，使得在風暴潮下水位即使上升，附近居民生命財產也不會受到威脅。
2018年8月，林超英指出在大嶼山東部海域興建巨型人工島，沒有需要，耗資太大，在氣候變化背景下製造原本不存在的風險，以及增加二氧化碳排放，因此是「只輸不贏的世紀大賭博」。
面對氣候變化，林超英建議市民要有節制地購物，減少網上購物，因為網購會產生多餘的包裝，並且鼓勵市民「吃少一點巴西雞翼」，因為巴西雞翼長途跋涉「跨越半個地球」的運輸會產生大量二氧化碳，市民應盡量購買新鮮或鄰近地區生產的食物。發展商興建大廈時亦應使用環保物料或磚代替大幅玻璃建造外牆，既減輕溫室效應，也可避免嚴重風災時玻璃幕牆被吹毀的危險，以免像颱風山竹襲港時紅磡海濱廣場外牆大幅損毀的慘劇重演。
2019年10月，屯門懷疑發生不明氣體洩漏事件，市民質疑不明氣體來自警方在屯門大興行動基地測試催淚彈，並發生警民衝突，林超英查看天文台當時錄得之風向風速和屯門各處報告不明氣體時間紀錄，分析在偏北風影響下，如果不明氣體來自屯門大興行動基地，不可能漂至位於其西北方、消防處收到不明氣體報告的礦山村，故認為來源不是屯門大興行動基地，而在寶田邨後方的礦山村有可疑，他亦分析不明氣體不是來自受青山山脈阻隔的操炮區。
2024年8月26日，林超英為因民主派初選案而被捕的譚凱邦撰寫求情信，當中他讚揚譚對環保的付出。

#### 加入樂壇
2024年6月5日，林超英正式加入音樂界，與獨立音樂人Luna Is A Bep合作，唱作歌曲《超英歌》，歌曲關注時尚產品過度消費，亦因推出此派台歌有機會以74歲之齡角逐樂壇男新人奬。

## 家庭
林超英育有兩名兒子。長子林力，先後於英國帝國學院及美國華盛頓大學修讀電機工程，取得博士學位。林力曾任華盛頓大學電機工程講師，亦是專業攝影師。次子林丰，在英國修讀音樂，2012取得作曲博士。林丰是香港管弦樂團2014年的駐團作曲家 ，2017年至2019年擔任藝術策劃總監。

## 著作
- 《飛羽神思》，2002年，林超英、蘇曼雲著，郊野公園之友會、天地圖書出版，ISBN 962-993-741-7
- 《飛羽神思》第2版，2004年4月，林超英、蘇曼雲著，郊野公園之友會、天地圖書出版，ISBN 988-201-621-9
- 《大埔滘觀鳥樂》，2000年，林超英著，郊野公園之友會、天地圖書出版，ISBN 962-993-060-9
- 《香港及華南鳥類》第6版，1994年，尹璉、費嘉倫、林超英著，香港政府印務局出版
- 《香港及華南鳥類》第8版，2006年，尹璉、費嘉倫、林超英著，香港政府印務局出版，ISBN 962-020-360-7
- 《台長網誌》，2010年，林超英、李本瀅著，香港天文台、香港政府印務局出版，ISBN 978-988-180-422-8
- 《天地變何處安心》，2010年，林超英著，快樂書房出版，ISBN 978-988-19353-1-1
- 《天地不說話》，2014年，林超英著，快樂書房出版，ISBN 978-988-12580-2-1
- 《災害頻発の時代を生きる - 気候変動と人類の運命》，2015，林超英、張淑儀合著，（日本）文芸社出版，ISBN 978-4-286-16237-9
- 《中国香港及华南鸟类野外手册》，2017年，尹琏、费嘉伦、林超英著作，湖南教育出版社出版，ISBN 978-7-5539-5476-9

## 榮譽

### 勳銜
- 銀紫荊星章（Silver Bauhinia Star）

### 榮銜
- 皇家氣象學會榮譽會士
- 英國特許水務及環境管理學會榮譽會士
- 香港大學名譽院士
- 香港大學專業進修學院名譽院士

## 外部連結
- 林超英的Facebook專頁
- 臉書 （页面存档备份，存于）
- 草雲居（網誌） （页面存档备份，存于）
- 香港天文台－台長網誌 （页面存档备份，存于）（任台長時）
- 香港天文台－台長之聲 （页面存档备份，存于）

| 前任： 林鴻鋆 | 香港天文台台長 2003年－2009年 | 繼任： 李本瀅 |